# Горбачов Дмитро Миколайович
Горбачов Дмитро Миколайович (англ. Dmytro Gorbachov, рос. Дмитрий Горбачёв, нар.17 серпня 1976) — фінансист CFA, доктор наук, радник Європейського банку реконструкції та розвитку, неформальний інвестор.

## Біографія
Дмитро Миколайович Горбачов народився 17 серпня 1976 року у м. Рівне. У 2003 році отримав ступінь MBA (бізнес-адміністрування) в Університеті Нотр-Дам, який входить у число двадцяти найкращих університетів США. У 2019 році отримав науковий ступінь доктора ділового адміністрування (DBA) у Гренобльській школі менеджменту, Франція, де программа DBA є однією з одинадцяти докторських програм в світі, що акредитована АМВА.

### Професійний досвід
- 1995—1998 рр. — Soros Foundation (Міжнародний фонд «Відродження» в Україні), фінансовий менеджер.
- 1999—2001 рр. — Agriplan Consultants B.V., (Україна/Нідерланди), фінансовий консультант.
- 2003—2005 рр. — Interpipe Group, (Україна), керівник фінансових проектів.
- 2005—2006 рр. — KPMG (Нью-Йорк, США), консультант з ризик-менеджменту.
- 2006—2008 рр. — Group Lactalis (Франція/Україна), генеральний директор в Україні (торгова марка «Фанні»).
- 2008—2017 рр. — BMC Investment Management Company (Україна), генеральний директор.

### Кар'єра
Будучи на позиції генерального директора в корпорації «Фанні» з 2006 року, займаючись переробкою, виробництвом та дистрибуцією молочної продукції, керував стратегіями зростання та прибутковості. У 2007 році економічні результати підприємства привернули увагу французької групи Lactalis, російської Biмм-Білль-Данн та декількох інших міжнародних стратегічних інвесторів. Восени 2007 року французька компанія заявила про купівлю української. За контроль над «Фанні», за оцінками експертів ринку, Lactalis заплатила 40-45 млн доларів. Експерти визнали, що покупка була потрібна також щоб впритул наблизитись до лідерів ринку — «Вімм-Білль-Данн» та російської «Юнімілк». В 2006 українська компанія мала чистий річний прибуток 2,64 млн доларів.
З 2018 року Дмитро Горбачов виступає радником Європейського банку реконструкції і розвитку, має міжнародну акредитацію, необхідну для розвитку і підвищення конкурентоспроможності іноземних підприємств у 29 країнах, які мають вплив на територіальну економіку.

### Науковий внесок
Дмитро Миколайович присвятив свою наукову діяльність вивченню класу економічних процесів злиття та поглинання для укрупнення бізнесу і капіталу, що відбуваються на макро- і мікроекономічному рівнях, в результаті яких на ринку з'являються більш великі компанії (англ. mergers and acquisitions, M&A).
- Розкрив значення процесів та факторів, які при вірному використанні можуть давати синергійний ефект.[3]
- Емпірично довів корисність використання структур проектного управління при інтеграції компаній після злиття або поглинання.[3]